# 中華長吻鰩
中華長吻鰩，又稱华鳐（学名：Dipturus chinensis）为軟骨魚綱鰩目鳐科長吻鰩屬的鱼类，被IUCN列為易危保育類動物。在中国，分布于黄海和东海北部等海域，深度20至80公尺，體長可達68公分，棲息在大陸棚海域，屬底棲性魚類，肉食性，卵生，生活習性不明。该物种的模式产地在东海。